# 송미량
송미량(1977년 12월 15일 )은 대한민국의 정치인이다. 노동당의 부대표이며, 전직 거제시의원이다.

## 역대 선거 결과
|  | 35.57% |

|  | 23.64% |

|  | 16.57% |

|  | 0.12% |